# زين العابدين بن علي
زين العابدين بن علي (3 سبتمبر 1936 - 19 سبتمبر 2019)، رئيس الجمهورية التونسية منذ 7 نوفمبر 1987 إلى 14 يناير 2011، وهو الرئيس الثاني لتونس منذ استقلالها عن فرنسا عام 1956 بعد الحبيب بورقيبة، وأول رئيس تونسي يتم خلعه من منصبه إثر احتجاجات شعبية ضد نظامه، عين رئيسًا للوزراء في أكتوبر 1987 ثم تولى الرئاسة بعدها بشهر في نوفمبر 1987 في انقلاب غير دموي حيث أعلن أن الرئيس بورقيبة عاجز عن تولي الرئاسة. وقد أعيد انتخابه وبأغلبية ساحقة في كل الانتخابات الرئاسية التي جرت، وآخرها كان في 25 أكتوبر 2009.
صنفت جماعات حقوق الإنسان الدولية وكذلك الصحف الغربية المحافظة مثل الإيكونومست، النظام الذي يترأسه بن علي بالاستبدادي وغير الديمقراطي والقمعي. وانتقدت بعض تلك الجماعات مثل منظمة العفو الدولية وبيت الحرية والحماية الدولية المسؤولين التونسيين بعدم مراعاة المعايير الدولية للحقوق السياسية وتدخلهم في عمل المنظمات المحلية لحقوق الإنسان. وباعتبارها من النظم الاستبدادية فقد صنفت تونس في مؤشر الديمقراطية للإيكونومست لسنة 2010 في الترتيب 144 من بين 167 بلدًا شملتها الدراسة. ومن حيث حرية الصحافة فإن تونس كانت في المرتبة 143 من أصل 173 سنة 2008.
حكم بن علي الجمهورية التونسية بقبضة من حديد لما يزيد عن 23 سنة متتالية، تخللتها عديد الانتهاكات لحقوق الإنسان وقمع حرية التعبير وسجن المعارضين السياسيين، والقيام بتعذيبهم بالإضافة إلى انتشار الفساد واستشرائه في مفاصل الدولة، مع تمكين عائلته من مزايا تحكم في الاقتصاد التونسي وهو ما أفضى إلى سجل من التتبعات التي قامت ضدهم بعد الثورة فحتى 15 مايو 2018، بلغت مجموع الأحكام الصادرة في حق بن علي 5 مؤبد و207 سنة سجن و6 أشهر و218 مليون دينار تونسي خطية.
توفي في 19 سبتمبر 2019 في المنفى وذلك بأحد مستشفيات مدينة جدة، في المملكة العربية السعودية بعد معاناة مع المرض.

## التعليم وفترة الخدمة العسكرية
ولد بن علي في مدينة حمام سوسة بتاريخ 3 سبتمبر 1936. وعندما كان طالبا في ثانوية سوسة انضم إلى صفوف المقاومة الوطنية ضد الحكم الفرنسي على تونس كحلقة اتصال الحزب الحر الدستوري الجديد المحلي، مما آل إلى طرده من المدرسة وأدخل السجن. وقد أكمل الدراسة الثانوية بينما هناك نفي لحصوله على أي مؤهل علمي وأنه ترك مقعد الدراسة في الصف الخامس. ثم نال بن علي الدبلوم من المدرسة العسكرية في سان سير (École spéciale militaire de Saint-Cyr) ثم من مدرسة المدفعية في شالون سور مارن بفرنسا، وأرسله حماه الجنرال كافي بدورة إلى المدرسة العسكرية العليا للاستخبارات والأمن في بلتيمور بالولايات المتحدة، ومدرسة المدفعية الميدانية (تكساس، الولايات المتحدة) ليستلم بعد انتهائها الأمن العسكري التونسي حيث تولى رئاستها 10 سنوات. ثم خدم لفترة قصيرة كـملحق عسكري في المغرب وإسبانيا ثم عين مديرا عامًا للأمن الوطني في 1977.
عين كسفير إلى وارسو، بولندا لمدة أربع سنوات. ثم عين بعدها كوزير دولة ثم وزير مفوض للشؤون الداخلية قبل أن يعين وزيرًا للداخلية في 28 أبريل 1986 ثم رئيسًا للوزراء في حكومة الرئيس الحبيب بورقيبة في أكتوبر 1987.
عندما تولى مهامه كانت تونس تعاني من أزمة اقتصادية خانقة كادت تعصف بالبلاد. ويعتبر من الرؤساء المنفتحين على الغرب، فقد غير من تونس كثيرًا وجعلها من أكثر الدول العربية المنفتحة على أوروبا، في عهده منع الحجاب الذي يصفه بالزي الطائفي، يتهمه خصومه السياسيين بشن حرب على الإسلام السياسي ورموزه. كما أنه قام بخطوات تجاه بعض التيارات الإسلامية حيث أعاد الصوفية إلى البلاد، وسمح للكنائس في تونس بالقيام بعباداتها.

## الوصول إلى السلطة
في فجر اليوم السابع من نوفمبر 1987، تمّ الشروع في تنفيذ خُـطة استهدفت إزاحة الرئيس الأول للجمهورية التونسية الحبيب بورقيبة بعد أن بلغ من العمر عتيًا، ثم استمع التونسيون لأول مرة عبر موجات الإذاعة لصوت الرئيس بن علي وهو يقرأ نص بيانه الشهير. هذا البيان الذي تضمّن مُعظم تطلعات التونسيين ونُخبتهم، بعد أن أشرف النظام السياسي والاقتصادي والاجتماعي على الانهيار الكامل، ومنذ ذلك التاريخ، دخلت تونس في دورة جديدة دون أن تقطع مع العهد السابق. حيث فتح الرئيس بن علي لأول مرة قصر قرطاج للأحزاب والمثقفين من غير المُنتمين للحزب الدستوري الحاكم منذ استقلال البلاد عن فرنسا في مارس 1956.
في أجواء حرب الخليج الثانية، اندلعت المواجهة بين السلطة وحركة النهضة، فكان ذلك إيذانا بنهاية سريعة لفُسحة نادرة وبداية تغيير جوهري لأسلوب تعامُل النظام مع المعارضة والمجتمع المدني، حيث بدا جليا أن زين العابدين بن علي لم يكن يرغب بتداول السلطة، لكنه في المقابل كان في البداية، وقبل أن تستقِر أوضاعه نهائيا، يميل لإشراك أطراف عديدة في اللّعبة، بما في ذلك الإسلاميون. لكن بعد أن بدا له زخم التيار الإسلامي واتساع قاعدته فضل المواجهة.

## الحياة السياسية
أقام أول انتخابات تعتبر قانونيا تعددية سنة 1999 بعد ما يربو على 12 سنة من استلامه للحكم وصفها البعض بأنها انتخابات تعددية مخلصة للأحادية  حيث أن نتائجها كانت قد اعتبرت محسومة سلفا لصالحه وقد أجرى تعديل دستوري بالفصلين 39 و40 من الدستور لإزالة الحد الأقصى لتقلد المنصب الرئاسي ومنحه الحق في الترشح لانتخابات  2009 ومنح تراخيص عمل لعدة أحزاب غير فاعلة ونشاطها السياسي ضئيل كـ (حزب الخضر والاتحاد الديمقراطيين الاشتراكيين..) وقرر مواصلة حظر حركة النهضة وحزب العمال الشيوعي التونسي لنظرا لشعبيتهما العالية لدى الأوساط الدينية وخاصة العمالية وقام بمنع صحيفة الموقع التي يديرها الحزب التقدمي والمعارض الأبرز أحمد نجيب الشابي من النشر عدة مرات وكذلك قضية اغتيال شاب تونسي تمكن من اختراق الشبكة المعلوماتية لقصر قرطاج واكتشف أسماء عملاء إسرائليين بالموساد يعملون للتجسس على قادة منظمة التحرير الفلسطينية بتونس في الثمانينات وادعت السلطات التونسية أنه قتل في حادث سيارة.[بحاجة لمصدر] وما زالت قضايا حقوق الإنسان بتونس تأخذ جدلا واسعا وخاصة اعتقال المعارضين وتزايد أعداد سجناء الرأي أفلق الإدارة الأمريكية خلال الزيارة الأخيرة لوزيرة الخارجية الأمريكية السابقة كوندوليزا رايس. رغم أن تونس أقرت بالحوار مع الشباب سنة 2009 ومنحت حق الانتخاب لمن يبلغ 18 سنة إلى أن ذلك يهدف حسب المراقبين إلى جعل الجيل الجديد في غيبوبة سياسية متفاديا الثورات الطلابية كالتي برزت في أواخر العهد البورقيبي لكي يواصل بن علي رئاسة البلاد سنوات أخرى.
في عهد بن علي تحكم في الاقتصاد 3 عائلات "الطرابلسي" وبن عياد" وبشكل ضئيل "بن يدر" وجميعها متصاهرة ولديها ميليشيات خاصة تتجسس على المواطنين من خلال المقاهي ومكتبات الجامعات، كما أن شركات الاتصالات والإنترنت والسياحة ومساحات زراعية شاسعة يملكها أصهار الرئيس وذلك لحكم البلاد اقتصاديا بقبضة من حديد ويؤاخذ الكثير من الحقوقيين اغلاق تونس مكتب قناة الجزيرة بتونس وحجب موقعي "youtube" و"dailymotion" وذلك من أجل اغلاق جميع الأبواب أمام التونسيين لمعرفة حقائق النظام التونسي. تستعد تونس لاستقبال قاعدة الأفريكوم القيادة العسكرية الأميركية في إفريقيا بعد أن بقيت 5 عقود بشتوتغارت الألمانية ومقرها الجديد هو قاعدة سيدي حمد ب بنزرت رغم نفي تونس وعدم نفي أو تأكيد الولايات المتحدة إلى أن هذه الخطوة لقيت رفضا من المواطنين خصوصا وأن وجود قوات أمريكية بسواحل كاب سرات وجالطة أكد ذلك.[بحاجة لمصدر]

## الثورة الشعبية وهروبه من تونس

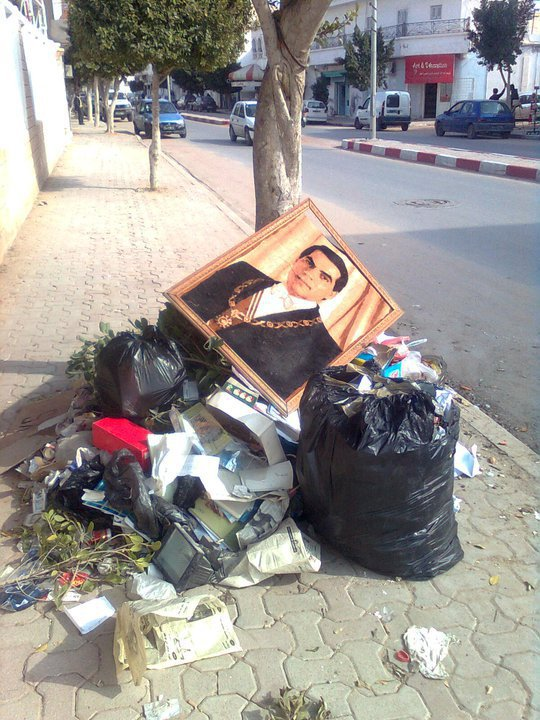
صورة بن علي ملقاة في القمامة.

قام الشاب محمد البوعزيزي يوم الجمعة 17 ديسمبر/كانون الأول عام 2010 بإحراق نفسه تعبيراً عن غضبه على بطالته ومصادرة عربته التي يبيع عليها ومن ثم قيام شرطية بصفعه أمام الملأ، مما أدى في اليوم التالي وهو يوم السبت 18 ديسمبر 2010 لاندلاع شرارة المظاهرات وخروج آلاف التونسيين الرافضين لما اعتبروه أوضاع البطالة وعدم وجود العدالة الاجتماعية وانعدام التوازن الجهوي وتفاقم الفساد داخل النظام الحاكم.
تحولت هذه المظاهرات إلى انتفاضة شعبية شملت عدة مدن في تونس وأدت إلى سقوط العديد من القتلى والجرحى من المتظاهرين نتيجة تصادمهم مع قوات الأمن، ومما زاد في تفاقمها وفاة الشاب محمد البوعزيزي الثلاثاء 4 يناير/كانون الثاني 2011 نتيجة الحروق، وقد أجبرت الانتفاضة الرئيس التونسي زين العابدين بن علي على إقالة عدد من الوزراء بينهم وزير الداخلية وتقديم وعود لمعالجة المشاكل التي نادى بها المتظاهرون، كما أعلن عزمه على عدم الترشح لانتخابات الرئاسة عام 2014.
لكن الانتفاضة الشعبية توسعت وازدادت شدتها حتى وصلت إلى المباني الحكومية مما أجبر الرئيس زين العابدين بن علي -الذي كان يحكم البلاد بقبضةٍ حديدية طيلة 23 سنة- على التنحي عن السلطة والهروب من البلاد خلسةً، حيث توجه أولاً إلى فرنسا التي رفضت استقباله خشية حدوث مظاهرات للتونسيين فيها، فلجأ إلى السعودية وذلك يوم الجمعة الموافق للـ 14 من كانون الثاني/يناير 2011 م.
وصلت طائرة زين العابدين بن علي إلى جدة بالسعودية، وقد رحب الديوان الملكي السعودي بقدوم بن علي وأسرته إلى الأراضي السعودية.
جاء في بيان للديوان الملكي السعودي نشرته وكالة الأنباء السعودية «أنه انطلاقاً من تقدير حكومة المملكة العربية السعودية للظروف الاستثنائية التي يمر بها الشعب التونسي الشقيق وتمنياتها بأن يسود الأمن والاستقرار في هذا الوطن العزيز على الأمتين العربية والإسلامية جمعاء وتأييدها لكل إجراء يعود بالخير للشعب التونسي الشقيق فقد رحبت حكومة المملكة العربية السعودية بقدوم فخامة الرئيس زين العابدين بن علي وأسرته إلى المملكة. وأن حكومة المملكة العربية السعودية إذ تعلن وقوفها التام إلى جانب الشعب التونسي الشقيق لتأمل ـ بإذن الله ـ في تكاتف كافة أبنائه لتجاوز هذه المرحلة الصعبة من تاريخه.» 

### اللحظات الأخيرة
تزامنا مع الذكرى الـ11 لهروبه، كشفت قناة البي بي سي البريطانية عن تسجيلات صوتية مسربة للرئيس الراحل زين العابدين بن علي، كُشف فيها عن لحظاته الأخيرة في الحكم، التسجيلات كانت عبارة عن مكالمات هاتفية أجراها الرئيس بعد خطاب 13 يناير 2011 وبعد مغادرته البلاد وكانت مع كل من المنتج طارق بن عمار، وزير الدفاع آنذاك رضا قريرة، رجل الأعمال كمال لطيف والجنرال رشيد عمار قائد الجيش آنذاك. قالت القناة أنها تأكدت عبر خبراء من صحة التسجيلات بينما نفى كل من كمال لطيف وطارق بن عمار حدوث هذه المكالمات.
1. المكالمة الأولى: بين الرئيس بن علي والمنتج طارق بن عمار: تتلخص المكالمة في مدح المنتج بن عمار للخطاب الذي ألقاه بن علي، حاول من خلاله حينها إخماد المظاهرات المندلعة آنذاك في تونس حيث قال بن عمار: «هذا الزين الحلو الذي احبه، هذا الزين الشعب...هذا هو البن علي اللي نستناو فيه.. هذا ولد الشعب» بينما رد الرئيس متخوفا: «الدارجة مكسرة والحالة حليلة» (يقصد أن طريقة القاء الخطاب ضعيفة وهزيلة) بينما نفى بن عمار ذلك وأكد لبن علي عن إشادة وسائل إعلام أجنبية بالخطاب.[37]
2. المكالمة الثانية: بين بن علي ووزير الدفاع آنذاك رضا قريرة: دارت هذه المكالمة أثناء تواجد بن علي في الطائرة في طريقه للوصول إلى جدة وإعلان آنذاك محمد الغنوشي الشغور المؤقت لمنصب الرئيس. بادر الرئيس بن علي بالسؤال عن الأوضاع في تونس وما يحدث في الرئاسة حيث أكد له قريرة أن كل من رئاسة الجمهورية ورئيس البرلمان ورئيس مجلس المستشارين قرروا تكليف محمد الغنوشي بإدارة البلاد بشكل مؤقت إلى حين عودته. رد عليه بن علي قائلا:«Je reviens dans quelques jours (أنا عائد في غضون أيام)» بينما اكتفى قريرة بالقول: «مرحبا بك سيدي الرئيس.. الجيش معاك والعسكر معاك.. والوضع لاباس (مستقر)».[38]
3. المكالمة الثالثة: بين بن علي ورجل الأعمال كمال لطيف: ٱجريت هذه المكالة أيضا عندما كان بي علي على متن الطائرة في الجو، حيث قال بن علي: «كمال، رضا قريرة وزير الدفاع قال لي الأمور مبسوطة» لكن لطيف قاطعه بالقول: «لا لا لا، فما برشا dérapage (انزلاق) والجيش موش (ليس) كافي» لكن بن علي رد عليه: «شنوا قلت صاحبي، تنصحني نرجع توا وإلا لا (هل تنصحني بالعودة الآن أم لا ؟)» فأجاب لطيف:«لا الأمور موش باهية (ليست على ما يرام)» فقال الرئيس متعجبا: «عجايب. .معناها ما نرجعش توا يعني».[39]
4. المكالمة الرابعة: بين بن علي والجنرال رشيد عمار: بدأت المكالمة بتساؤل رشيد عمار عن المتصل فرد عليه بن علي: «الرئيس أنا»، حيث تساءل بن علي في البداية عن الأوضاع ليطمأنه عمار مرددا: «الأمور لاباس (بخير)» ثم طلب بن علي نصيحة رشيد عمار عن عودته قائلا: «يا رشيد، تنصحني ندخل توا وإلا مبعد (تنصحني بالعودة الآن أو لاحقا)»  ليجيبه عمار: «يظهرلي كان تزيد شوية خير»، في نهاية المكالمة أكد عمار عن تشاوره مع رضا قريرة لتحديد توقيت عودة بن علي وإعلامه في الوقت المناسب.[40]
5. المكالمة الخامسة: مجددا بين بن علي ورضا قريرة: دارت هذه المكالمة تزامنا مع اقتراب بن علي من الوصول إلى مطار جدة، حيث أكد قريرة عن بدأ السيطرة على الأوضاع في البلاد وطمأنة الرئيس ثم قال بن علي: «قلي شنعمل أنا، قريب نوصل.. نرجع وإلا نزيد شوية» لكن الوزير رد عليه ردا مختلفا هذه المرة: «سيدي الرئيس Je ne peux pas vous garantir votre sécurité (لا يمكنني ضمان سلامتك)» ثم أعاد بن علي السؤال:«نزيد شوية وإلا نرجع» ليجيبه قريرة: «زيد شوية.. quand je maîtrise la rue (عندما أقوم بتأمين الشارع) نقلك تفضل» لتنتهي المكالمة بقول الرئيس: «تونس بين يديكم attention (حذاري) تونس بين يديكم..».[41]
6. المكالمة الأخيرة: بين بن علي ورضا قريرة: دارت المكالمة الأخيرة في التسجيلات المسربة صبيحة وصول الرئيس للسعودية واستقباله هناك. قال فيها قريرة أن هناك «محاولة إنقلاب» لا يعلم من وراءها ليقاطعه بن علي: «الإخوانجية وراها.. شكون وراها؟؟ الاخوانجية وراها.. انت في الداخلية؟؟» فرد الوزير بتأكيده أن الإخوان وراءها قائلا: «لا لا لا (نافيا تواجده في وزارة الداخلية)، c'est sûr الإخوانجية (أكيد الإخوانجية (في إشارة لحركة النهضة))» ليرد بن علي:«si c'est stable أنا باش ناخو الطيارة توا (إذا الوضع مستقر، سأستقل الطائرة الآن للعودة)» ليجيبه قريرة:«سيدي الرئيس، بكل أمانة On ne peux pas assurer votre sécurité (لا يمكننا ضمان سلامتك).. الشارع غاضب بطريقة موش نقلك.. وأنت لك سديد الرأي» ليرد بن علي: «Mais ç'est ce calme.. maintenant (لكن الوضع هادئ الآن)» لكن الوزير أكد على أن دعوات التظاهر في الفيسبوك متواصلة وان السلطات الأمنية ينتظرها يوم وصفه بـ«الخطير» كما قال: «أنا نحرصك حتى للقصر لكن الشارع ما نعرش (لا أعلم ردت فعله)» ليقاطعه بن علي بنبرة حزينة: «الشارع شنوا عمتلوا أنا الشارع خدمتوا (ماذا فعلت للشارع.. أنا خدمت الشارع)» ثم انتهت المكالمة دون تحديد الرئيس قرار عودته من عدمه آنذاك.[42]

كشفت هذه المكالمات عن آخر لحظات الرئيس التونسي الأسبق زين العابدين بن علي الذي بدى صوته في التسجيلات ضعيفا ومليئا بالتوتر. كما قال الجنرال عمار في تصريح لصحيفة «الصباح»، السبت 15 يناير 2022، أنّ بن علي اتصل به يوم 14 يناير 2011 على الساعة الثامنة والربع بعد نشرة الأنباء وقال له حرفياً: «اشنوة الوضع توّة في البلاد.. مسيطرين على الوضع توة وإلاّ لا وانجم نرجع الليلة وإلاّ لا»، وكان رد عمار حرفيا، «ما نجم نقلك حتى شيْ سيادة الرئيس».

### الحكم بعد بن علي
بعد هروب زين العابدين بن علي إلى السعودية في 14 يناير 2011 م أعلن الوزير الأول محمد الغنوشي عن توليه رئاسة الجمهورية بصفة مؤقتة وذلك بسبب تعثر أداء الرئيس لمهامه وذلك استنادًا على الفصل 56 من الدستور التونسي والذي ينص على أن لرئيس الدولة أن يفوض الوزير الأول في حال عدم تمكنه من القيام بمهامه، غير أن المجلس الدستوري أعلن إنه بعد الإطلاع على الوثائق لم يكن هناك تفويض واضح يمكن الارتكاز عليه بتفويض الوزير الأول وإن الرئيس لم يستقل، وبما أن مغادرته حصلت في ظروف معروفة وبعد إعلان الطوارئ وبما أنه لا يستطيع القيام بما تلتزمه مهامه ما يعني الوصول لحالة العجز النهائي فعليه قرر اللجوء للفصل 57 من الدستور وإعلان شغور منصب الرئيس، وبناءً على ذلك أعلن في يوم السبت 15 يناير 2011 عن تولي رئيس مجلس النواب محمد فؤاد المبزع منصب رئيس الجمهورية بشكل مؤقت وذلك لحين إجراء انتخابات رئاسية مبكرة خلال فترة من 45 إلى 60 يومًا حسب ما نص عليه الدستور.

## التتبعات القضائية والمحاكمات

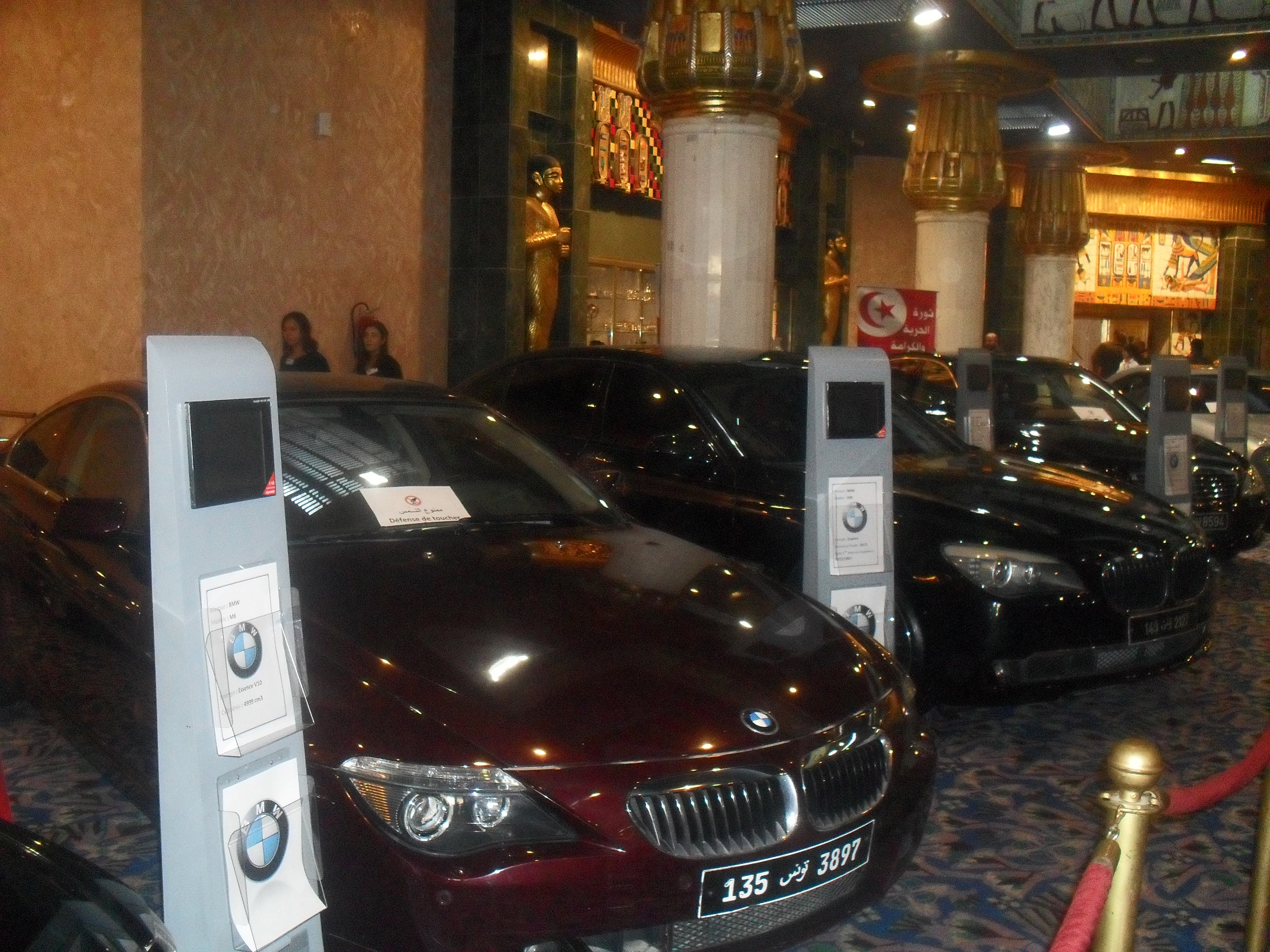
ممتلكات بن علي وأسرته كان من ضمنها هذه السيارات الفارهة وقد عرضتها السلطات التونسية للبيع في مزاد علني بعد الثورة.

### طلب التسليم
وجهت تونس طلبا رسميا إلى السلطات السعودية يوم الأحد 20/2/2011 م لتسليمها الرئيس التونسي المخلوع زين العابدين بن علي. وقالت وزارة الخارجية في البيان الذي نشرته وكالة الأنباء الرسمية إن الطلب وجه «إثر توجيه مجموعة جديدة من التهم للرئيس السابق حول ضلوعه في عدة جرائم خطيرة تتمثل في القتل العمد والتحريض عليه وإحداث الفتنة بين أبناء الوطن بالتحريض على قتل بعضهم بعضا». وأوضحت أن «هذا الطلب جاء أيضا إثر الإنابة القضائية الصادرة عن السلطات التونسية المختصة التي سبق توجيهها إلى السلطات القضائية السعودية في إطار القضية التحقيقية الجارية ضد الرئيس السابق ومن معه من أجل تهم امتلاك أرصدة مالية وممتلكات عقارية بعدة بلدان في إطار غسل أموال تمت حيازتها بصفة غير شرعية ومسك وتصدير عملة أجنبية بصفة غير قانونية».
وأضافت الوزارة أنها طلبت من المملكة العربية السعودية «موافاتها في أقرب الآجال المتاحة بما يتوفر لديها من معطيات بخصوص الوضع الصحي للرئيس السابق بعد أن راجت أنباء بشأن تدهور حالته الصحية واحتمال وفاته».

### قائمة التتبعات القضائية والمحاكمات
| الاتهامات | الأحكام | التاريخ | مجموع الأحكام                                                                             | المصادر |
| --- | --- | --- | ----------------------------------------------------------------------------------------- | --- |
| القتل العمد، مؤامرة على أمن الدولة، إساءة استخدام السلطة، استخدام وتهريب المخدرات، إختلاس أموال، إستغلال أراضي، تفريط في أملاك الدولة، إضرار بالإدارة | مذكرة توقيف دولية 35 سنة سجن، 91 مليون دينار خطية 15سنة و6 أشهر سجن و106 ألف دينار خطية 16 سنة سجن و97 مليون دينار خطية 5 سنوات سجن السجن المؤبد 20 سنة سجن السجن المؤبد 20 سنة سجن السجن المؤبد 6 سنوات سجن 5 سنوات سجن و3 مليون دينار خطية 10 سنوات سجن و14 مليون دينار خطية 10 سنوات سجن و9.4 مليون دينار خطية 10 سنوات سجن 10 سنوات سجن و820 ألف دينار خطية 8 سنوات سجن و1 مليون دينار خطية 6 سنوات سجن 4 سنوات سجن 5 سنوات سجن 10 سنوات سجن و5 مليون دينار خطية السجن المؤبد | 26 يناير 2011 20 يونيو 2011 4 يوليو 2011 28 يوليو 2011 29 نوفمبر 2011 13 يونيو 2012 13 يونيو 2012 19 يوليو 2012 26 مارس 2013 30 أبريل 2013 12 مايو 2014 22 أبريل 2015 4 يونيو 2015 23 يونيو 2015 10 نوفمبر 2015 18 مارس 2016 7 فبراير 2017 24 فبراير 2017 3 مارس 2017 21 مارس 2017 17 مايو 2017 29 مايو 2017 20 ديسمبر 2017 23 أبريل 2018 15 مايو 2018 | مذكرة توقيف دولية 5 أحكام للسجن المؤبد 207 سنة سجن و6 أشهر 218 مليون و329 ألف دينار تونسي | [ 49 ] [ 50 ] [ 51 ] [ 52 ] [ 53 ] [ 54 ] [ 55 ] [ 56 ] [ 57 ] [ 58 ] [ 59 ] [ 60 ] [ 61 ] [ 62 ] [ 63 ] [ 64 ] [ 65 ] [ 66 ] [ 67 ] [ 68 ] [ 69 ] [ 70 ] [ 71 ] [ 72 ] [ 73 ] |

## عائلته

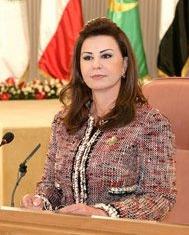
صورة مقربة للسيدة التونسية ليلى بن علي وهي تترأس اجتماع منظمة المرأة العربية في نوفمبر 2010.

اشتهرت عائلة بن علي بالفساد. وهذا هو السبب التي تمخضت عنه الثورة الشعبية التونسية في جميع أنحاء تونس احتجاجا على سرقة الأموال التونسية. وغادر الكثير من أفراد أسرة بن علي البلاد طلبا للأمان خلال فترة الاحتجاجات.
ليلى بن علي (ليلى الطرابلسي) زوجة الرئيس ورئيسة جمعية بسمة، وهي جمعية تعزز الاندماج الاجتماعي، وتوفير فرص العمل للمعاقين. وشغلت أيضا منصب رئيسة منظمة المرأة العربية، المنظمة العاملة على تمكين المرأة من تعزيز التقدم في الدول العربية. وفي يوليو 2010 أسست «جمعية سيّدة لمكافحة السرطان» (التي تحمل اسم والدتها) لتحسين الرعاية لمرضى السرطان في تونس. ولدى ليلى بن علي ثلاثة أطفال: نسرين وحليمة ومحمد زين العابدين. وللرئيس بن علي أيضا ثلاث بنات من زواجه الأول: غزوة ودرصاف وسيرين. وقد هربت ليلى بن علي إلى الخارج برفقة بناتها، نتيجة الثورة التونسية.

## وفاته
توفي زين العابدين بن علي، عن عمر ناهز 83 عاماً، في مستشفى الملك فيصل التخصصي بمدينة جدة، بالسعودية، حيث أقام هناك منذ هروبه من البلاد بسبب الثورة الشعبية التي اندلعت ضد حكمه عام 2011. ودفن في البقيع بالمدينة المنورة في 22 محرم 1441 هـ الموافق 21 سبتمبر 2019.

## وصلات خارجية
- زين العابدين بن علي على موقع IMDb (الإنجليزية)
- زين العابدين بن علي على موقع الموسوعة البريطانية (الإنجليزية)
- زين العابدين بن علي على موقع مونزينجر (الألمانية)

| زين العابدين بن علي ولد: 3 سبتمبر 1936 |                                                     |                  |
| منصب                                   |                                                     |                  |
| سبقه الحبيب بورقيبة                    | رئيس الجمهورية التونسية 7 نوفمبر 1987–14 يناير 2011 | تبعه فؤاد المبزع |